# Fabrício Falcão
Jean Fabrício Falcão (Feira de Santana, 22 de outubro de 1975) é um político brasileiro, filiado ao Partido Comunista do Brasil (PCdoB). 
Graduou-se em Geografia pela Universidade Estadual do Sudoeste da Bahia. Estudou Gestão Pública e Orçamento. Foi eleito vereador de Vitória da Conquista por duas vezes, em 2004 e 2008. Deixou a Câmara em 2010, quando foi eleito deputado estadual. Reelegeu-se em 2014. 
Em 2016, foi candidato a prefeito de Vitória da Conquista, numa coligação com PV, PROS e PTN. Ficou em quarto lugar, com 11% dos votos válidos.

## Mandatos
2005-2011 - Vereador (PCdoB)
2011-Atual - Deputado Estadual (PCdoB)